# Dermatolepis striolata
Dermatolepis striolata is een  straalvinnige vissensoort uit de familie van zaag- of zeebaarzen (Serranidae). De wetenschappelijke naam van de soort werd voor het eerst geldig gepubliceerd in 1867 door Playfair.
De soort staat op de Rode Lijst van de IUCN als Onzeker, beoordelingsjaar 2004.